# 若塞诺波利斯
若塞诺波利斯是巴西米纳斯吉拉斯州的一个市镇。总面积535.603平方公里，总人口4440人，人口密度8.3人/平方公里。